# Летняя война
Летняя война (эст. Suvesõda) — в эстонской историографии сражение борцов за независимость Эстонии (отрядов «лесных братьев» и «Самообороны») против Красной армии, войск НКВД и истребительных батальонов в ходе Второй мировой войны с 22 июня по 21 октября 1941 года.
Органы национальных местных самоуправлений были восстановлены верными Эстонской Республике гражданскими лицами и бывшими военнослужащими эстонской армии и действовали до полной оккупации Эстонии войсками нацистской Германии.

## Причины и условия
6 августа 1940 года Эстония была присоединена к СССР. Многие жители Эстонской Республики и противники советской власти были репрессированы или отправлены в лагеря и поселения в отдалённых районах СССР. Скрывавшиеся от возможных репрессий и мобилизации в Красную армию жители Эстонии стали уходить в леса, формируя отряды «лесных братьев». Весной 1941 года стало всё более заметно проявляться явление саботажа в жизни республики. Когда 22 июня 1941 года войска нацистской Германии вторглись на территорию СССР, у эстонцев появилась надежда, что начавшаяся война освободит их от советской власти. Часть эстонцев впоследствии добровольно присоединилась к немецкой армии.
В Эстонию вторглась 18-я армия Вермахта группы армий «Север» под командованием фельдмаршала Вильгельма Риттера фон Лееба. На аннексированных прибалтийских территориях против наступавших немецких войск и сторонников независимости Прибалтики держал оборону Северо-Западный фронт Красной армии под руководством маршала К. Е. Ворошилова.

## Первый этап (22 июня — 12 июля 1941)

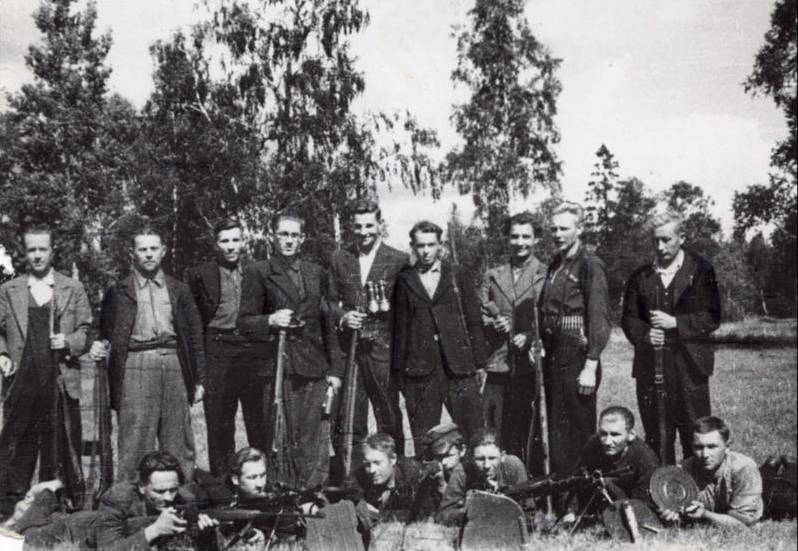
Отряд эстонских «лесных братьев»,
лето 1941 года

22 июня 1941 года началась Великая Отечественная война. 25 июня к Германии присоединилась Финляндия, и началась советско-финская война. «Лесные братья» участили нападения на советские учреждения и небольшие отряды Красной армии.
Задачу уничтожения движения «лесных братьев» возложили на истребительные батальоны, которые стали формироваться с конца июня 1941 года из верных советской власти лиц.
Лица, уличённые в сокрытии «лесных братьев» и заподозренные в пособничестве им, были казнены по решению военно-полевых судов, их хозяйства разграблены и сожжены. Жертвами «лесных братьев», в свою очередь, пали участники истребительных батальонов, советские активисты и лица, подозреваемые в пособничестве депортациям и репрессиям в Эстонии. После самосуда их расстреливали. С обеих сторон имелись также факты сведения личных счётов.
После занятия Риги 1 июля 18-я армия вермахта быстро продвинулась вперёд и 7 июля широким фронтом пересекла южную границу Эстонии.
8-я армия РККА под командованием генерал-майора И. М. Любовцева отступила перед двумя немецкими армейскими корпусами и остановилась на рубеже Пярну—Эмайыги.
3 июля 1941 года Сталин объявил о «тактике выжженной земли», согласно которой на территориях, оставляемых врагу, должны быть уничтожены всех жизненно важные для врага запасы и важнейшие объекты промышленного, сельскохозяйственного и гражданского назначения. «Лесные братья» пытались противостоять выполнению этой задачи.
3 июля одной из первых деревень в Йыгевамаа, где была свергнута советская власть, стала Ваймаствере. Без сопротивления противника было захвачено здание волостной управы, и над ним повесили сине-чёрно-белый флаг. Захваченных в плен коммунистов позже отпустили.
4 июля в уезде Пярнумаа в волостях Абья, Орайыэ и Хяэдемеэсте власть перешла к немцам. В тот же день под Килинги-Нымме состоялось сражение (в эстонской историографии называемое Лийвамяэским сражением — эст. Liivamäe lahing) под командованием майора Пауля Лиллелехта, где против сил НКВД и истребительного батальона выступил отряд «лесных братьев» численностью около 150 человек.
5 июля эстонцы отобрали власть у представителей советов в Мыйзакюла и Тырва.
6 июля в сражении в Йыгевамаа, между деревнями Лайузе и Ваймаствере, «лесные братья» при поддержке членов «Кайтселийта», уничтожили крупные силы истребительного батальона.
7 июля истребительный батальон численностью около 400 человек и отряд Красной армии атаковали отряд местных жителей численностью около 60 человек в районе деревни Раннаметса на юге Пярнумаа. С помощью двух лёгких танков оборонявшихся вынудили отойти за канал Тимм, где они вновь заняли свои позиции.
7-9 июля 18-я немецкая армия перешла границу Эстонии.
8 июля истребительный батальон сжёг 14 хозяйственных построек, здание школы Раннаметса и церковь Выйсте в деревне Раннаметса. Немецкие войска пересекли эстонско-латвийскую границу в Икла. В Тахкуранна произошёл бой между немцами и истребительным батальоном, вышедшим из Раннаметса, где истребительный батальон потерял 57 человек убитыми и 8 человек попали в плен. Эстонские и немецкие части подошли к Пярну.
8 июля советские войска были выбиты из Пярну и Вильянди. 8 июля немцы дошли до Виртсу, 9 июля — до Мярьямаа, 10 июля — до Вяндра.
9 июля произошла перестрелка между частями НКВД, расположившимися к северу от Эмайыги, и только что созданным отрядом «Самообороны». Отряды «Самообороны» выбили красных из Элва и Отепя.
10 июля южная часть Эстонии была свободна от советских войск. В этот же день началась битва за Тарту, которая продолжалась две недели. Первоначально сражения велись между лесными братьями и советскими истребительными батальонами, позднее немцы остановили атаки советских формирований.

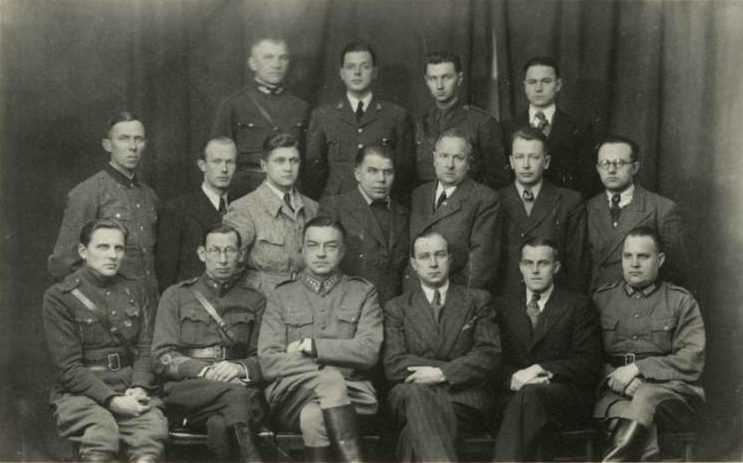
Участники группы «Эрна» на учёбе в Финляндии, 1941 год

В Северной Эстонии с 10 июля действовала обученная финнами разведывательно-диверсионная группа абвера «Эрна» в количестве 60 человек, которая проводила такие операции, как засады на советские конвои на дорогах и убийства тех, кто помогал советским войскам. Её лагерь был разбит на болоте Каутла, в 60 км юго-западнее Таллина. К «Эрна» присоединились многие «лесные братья». Позднее на базе группы был сформирован батальон «Эрна I», принимавший участие в боях в лесах Юминда и на мысе Пяриспеа в ходе взятия немцами Таллина.
11 июля 1941 года в Таллине был сформирован Республиканский комитет обороны Эстонской ССР, в который вошли В. Б. Бочкарёв, Н. Г. Каротамм, К. Я. Сяре, Б. Г. Кумм и Й. Х. Лауристин.
11 июля из Отепя на передний край боевых действий у Эмайыги прибыл отряд «лесных братьев» под командованием капитана Карла Талпака. Войска Красной армии пытались переправиться через Эмайыги, но отряды «Самообороны» преградили им путь. В Тарту прибыл майор Фридрих Кург, который с 14 июля стал исполнять обязанности коменданта города. Из «лесных братьев», участвовавших в боях под Тарту, были сформированы четыре роты «Самообороны». Приступила к работе Тартуская городская управа, мэром города стал доцент Тартуского университета, врач Роберт Синка. В Тарту вошли первые немецкие части и прибыло немецкое полевое командование.

## Второй этап (13 июля — 21 октября 1941)
Выйдя к рубежу Пярну—Эмайыги, немцы прекратили наступление, дожидаясь продвижения своих войск восточнее Чудского озера. Согласно плану наступления немцев, эти войска должны были первыми выйти к Финскому заливу, чтобы отрезать путь отхода находившейся в Эстонии группировке Красной армии. Этот план был полностью реализован 7 августа. Немцы ввели в Эстонию ещё один корпус и, поперечными ударами наступая из Омеду на север и северо-восток, окружили советские войска, оборонявшие Эмайыэский рубеж. В плен попали около 10 000 красноармейцев.
15 июля бои продолжились на линии Эмайыги, где отряды «Самообороны» удерживали фронт от озера Выртсъярв до Печор.
К 19 июля линия фронта достигла рубежа Валгеранна — мыза Сауга — мост Нурме. Таким образом, до центра Пярну оставалось всего 6-12 км. С приближением линии фронта сразу же оживилась авиационная активность советских бомбардировщиков, находившихся на острове Сааремаа. 29 и 30 июля на город было совершено несколько авианалетов. Погибли около 500 человек. Разрушения были относительно небольшими. С тех пор воздушные налёты происходили почти каждый день. Последний налёт российской авиации на Пярну был осуществлён 20 августа 1941 года.
В начале августа во взаимодействии с «Самообороной» наступательные действия немцев оживились, и 10 августа был занят населённый пункт Пярну-Яагупи.
В течение 22-25 июля от войск Красной армии были освобождены Йыгева, Тюри, Торма, Муствеэ, Калласте и район Эмайыги к северу от Тарту. При отступлении советский истребительный батальон поджёг многие здания в Муствеэ.
30 июля отставшие от регулярных войск красноармейцы убили более двадцати человек в деревне Куремяэ.
31 июля войска НКВД СССР и истребительный батальон атаковали бойцов группы «Эрна» в Каутла, нападавшие потеряли в бою 150 человек убитыми. Были убиты 4 бойца группы «Эрна». В эстонской историографии это сражение называется «битва под Каутла» (эст. Kautla lahing).
31 июля произошёл бой между бойцами советского латышского истребительного батальона, отступавшими в Южную Эстонию—Северный Тартумаа, и передовым отрядом немецкой армии, в ходе которого были разрушены здания мызы Роэла.
2 августа на краю болота Тапику в деревне Удукюла (бывшая волость Ваймаствере) красноармейцы, среди которых были также эстонец и одна женщина, по составленному заранее списку расстреляли 17 местных мужчин — самому молодому было 15 лет. Это была расплата за события[уточнить] 3 июля.

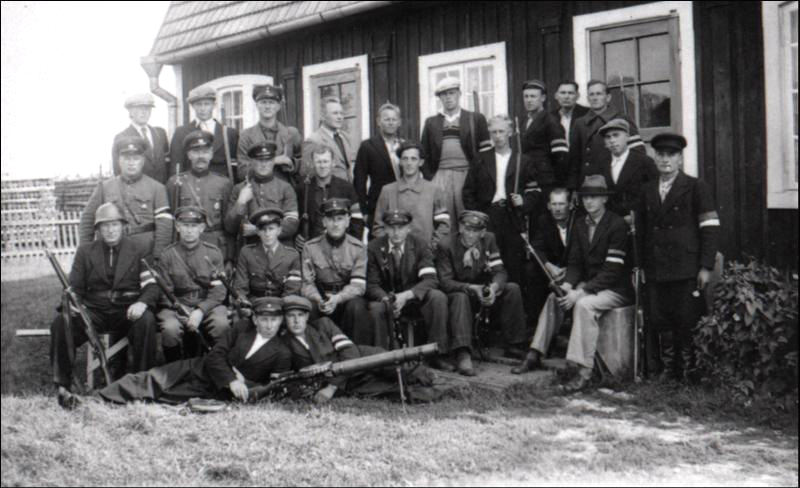
Отряд «Самообороны» волости Мынисте в день формирования, 1 августа 1941 года

В течение 5-9 августа немецкими войсками были заняты Кадрина, Аэгвийду, Хальяла, Кунда и Авинурме. Отступающие части Красной армии сожгли строения сланцевой промышленности Кивиыли.
Ударный клин немцев, двигавшихся на север, овладел городом Тапа и 6 августа достиг Финского залива в районе Кунда. Район действий 8-й армии РККА был разделен надвое. Затем один первый немецкий корпус повернул на восток, второй немецкий корпус вместе с войсками, наступавшими из Пярну, осадил Таллин.
12-13 августа отступающая Красная армия подожгла строения сланцевой промышленности в Кохтла-Ярве.
16 августа немецкими войсками были заняты Вайвара и Силламяэ. Истребительный батальон сжёг 173 дома в Вайвара и церковь в Силламяэ. В Нарве при отступлении войсками Красной армии был взорван Нарвский железнодорожный мост.
17 августа немецкие войска захватили Нарву и Нарва-Йыэсуу, взяв в ходе наступательной операции в восточном направлении около 6000 пленных. До того, как к Нарве подошли немецкие части, истребительный батальон под командованием Николая Транкмана взорвал Нарвский деревянный мост.
Ядро охраны тыла советских вооружённых сил, действовавших на территории Эстонии, составили 6-й и 8-й отряды пограничных войск НКВД и 109-й полк 2-й дивизии войск НКВД по охране железнодорожных сооружений. Охране тыла удалось защитить основные коммуникации и держать открытыми важнейшие тыловые дороги и населённые пункты.

### Завоевание немцами Таллина

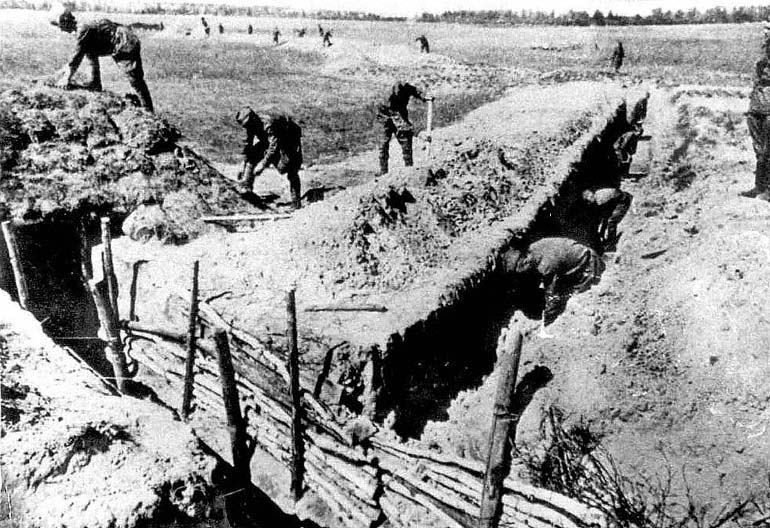
Красноармейцы на оборонительных работах в районе Таллина, июль 1941 г.

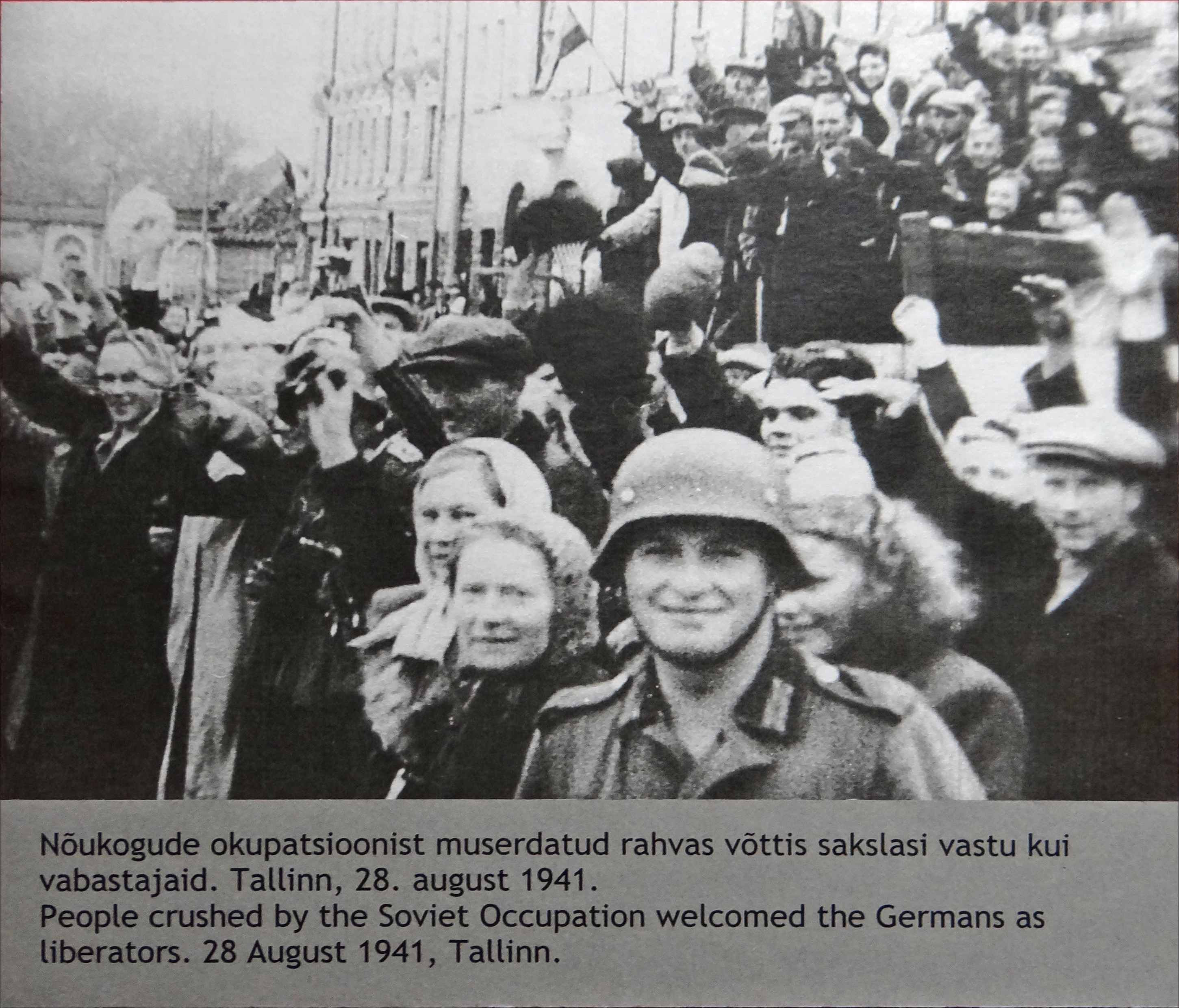
Встреча германских войск в Таллине,
28 августа 1941 г.

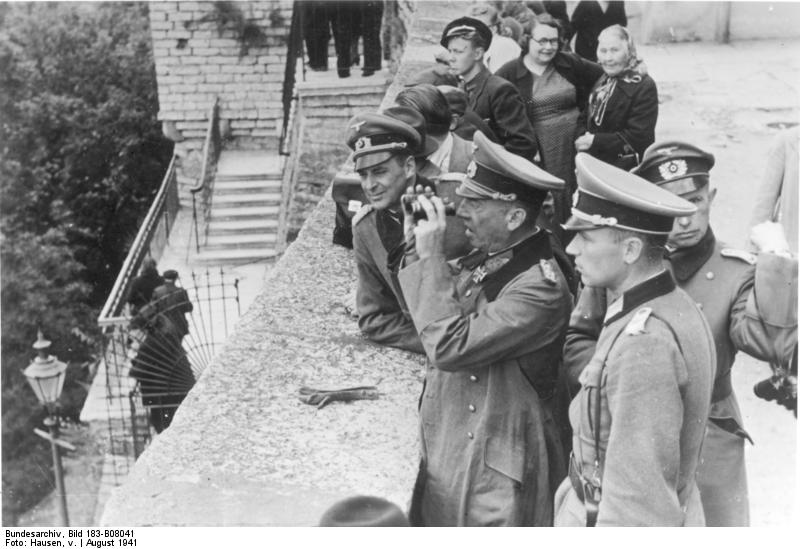
Генерал Георг фон Кюхлер в Таллине, август 1941 г.

Поскольку советская 8-я армия была практически уничтожена, оставшиеся в районе Таллина силы были подчинены командующему Балтийским флотом адмиралу В. Ф. Трибуцу, организовавшему оборону Таллина как базы Балтийского флота. В Таллине было сосредоточено около 70 тысяч красноармейцев — 10-й стрелковый корпус, командир которого Николаев был назначен заместителем командующего флотом по обороне базы на суше. Всего в их распоряжении было 224 пушки и 195 зенитных орудий. Для защиты с моря на берегу имелось 9 береговых батарей, а также крейсеры «Киров», «Минск» и «Ленинград», 9 тральщиков и 3 канонерки. Противовоздушную оборону обеспечивала 10-я истребительная морская эскадрилья ВВС Балтийского флота. Жители Таллина были вынуждены строить оборонительные сооружения вокруг города. Всего вокруг города были созданы три оборонительных зоны.
Командующий германской 18-й армией Георг фон Кюхлер имел корпус XLII, состоявший из трёх дивизий. В бою, проходившем с 20 по 25 августа, немцы прорвали оборону противника. 23 августа немецкие войска вместе с отрядом «лесных братьев» начали наступление на Таллин. Была завоёвана первая укреплённая линия в районе Ягала.
24 августа немцами был взят второй рубеж обороны под Таллином. Бои происходили возле Пирита.
26 августа произошли бои у Харку, Ласнамяэ, на Тартуском и Нарвском шоссе.
28 августа немецкие войска заняли Таллин. Советские войска эвакуировались из города морем, потеряв полсотни кораблей.
В тот же день немецкие войска захватили Палдиски. Было взято в плен несколько тысяч красноармейцев и в руки немцев попало 6 береговых батарей.
1 сентября немцы захватили Хаапсалу и Виртсу, завершив тем самым зачистку всей материковой Эстонии от Красной армии.
В начале сентября 1941 года более ста отступавших красноармейцев остались в лесах Лебавере у Вяйке-Маарья в Вирумаа. Местный отряд «Самообороны» призвал к борьбе с красными. Всего собралось 36 (по другим данным 38) мужчин. Красноармейцы были окружены, но взять их в плен не удалось. В бою были убиты 14 и ранены 8 красноармейцев.

### Завоевание немцами западных островов Эстонии
С 14 сентября по 21 октября бои шли на эстонских островах. 5 октября 1941 года последние остатки Красной армии в Сырве на Сааремаа сдались немецким и добровольческим частям «Эрна II», которых с моря поддерживали немецкие лёгкие крейсеры Кригсмарине «Лейпциг» и «Эмден». Перед последними боями офицеры и комиссары советской обороны островов оставили свои части в порту Мынту, спасаясь бегством с полуострова Сырве. В оставшихся частях Красной армии взяли верх бесконтрольность и дезорганизация, и они сдались немцам. Всего на островах было взято в плен более 15 000 красноармейцев.
12 октября высадкой морского десанта через пролив Соэла началась операция «Зигфрид» по завоеванию Хийумаа. Красноармейцы, надеясь на эвакуацию, временами сражались с большим ожесточением. Несмотря на это, 21 октября остров полностью перешёл к немцам.
Последней частью территории Эстонии, остававшейся под контролем Красной армии, был остров Осмуссаар, защитники которого были эвакуированы морем в Кронштадт 2 декабря 1941 года.

## Итоги
После оккупации Эстонии немцы разоружили отряды «лесных братьев» и «Самообороны», и сформировали свою оккупационную администрацию. Однако Германия относилась к эстонцам в основном как к союзникам, в том числе учитывая их участие в партизанской войне против советской оккупации и Красной армии, и изгнании советской власти из Эстонии.

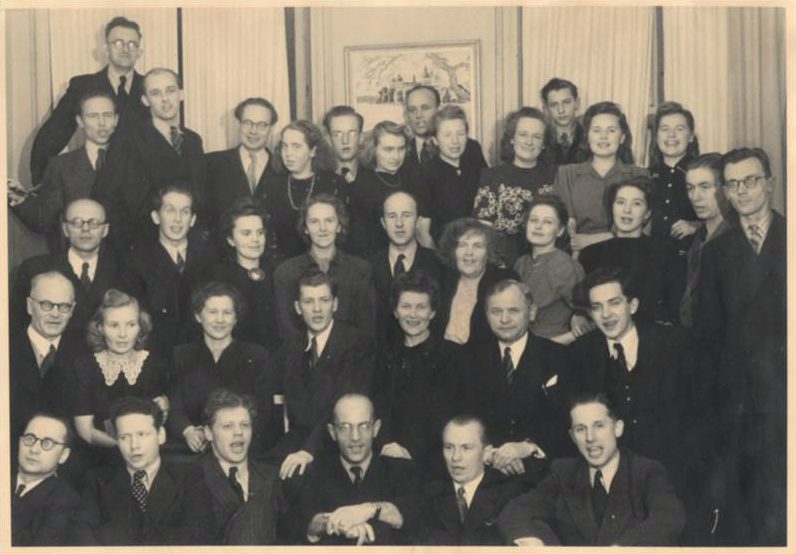
Встреча членов эстонского студенческого общества «Пыхьяла». Швеция, 22 декабря 1941 г. (5-я справа в 3-м ряду — Вера Поска-Грюнталь)

«Самооборона» через некоторое время была восстановлена в статусе вспомогательной полиции (Шуцманшафт). Численность организованных и возглавляемых в военном отношении и по крайней мере частично вооружённых отрядов «лесных братьев», участвовавших в Летней войне, оценивается примерно в 12 000 человек. Погиб примерно 561 «лесной брат». Число гражданских жертв Летней войны составило около 2000 человек, в том числе несколько сотен человек, расстрелянных органами НКВД и НКГБ при освобождении тюрем. Установить число красных активистов, казнённых «лесными братьями», невозможно, поскольку из-за неизвестного времени казни не всегда удаётся разделить осуждённых и казнённых до и после установления немецкой оккупационной власти.
В эстонских частях, действовавших на стороне Германии, в ходе Летней войны сражалось более 4000 добровольцев, из них были убиты 107 человек. Из числа участников «Самообороны» погибли 498 человек.
В батальоне «Эрна» погибли 10 прибывших из Финляндии солдат и 17 человек из Эстонии.
Поняв, что после ухода Красной армии независимость Эстонии всё же не будет восстановлена, многие эстонские мужчины с целью избежать мобилизации в немецкую армию бежали в Финляндию, затем часть из них — дальше в Швецию. Всего за время немецкой оккупации в Финляндию бежали 5000-6000 человек, большинство из которых были мужчины, из них половина — в возрасте до 24 лет.